# Стейт-Колледж (Пенсільванія)
Стейт-Колледж (англ. State College) — місто (англ. borough) в США, в окрузі Сентр штату Пенсільванія. Населення — 40 501 особа (2020).

## Географія
Стейт-Колледж розташований за координатами 40°47′28″ пн. ш. 77°51′25″ зх. д. / 40.79111° пн. ш. 77.85694° зх. д. (40.790991, -77.856821).  За даними Бюро перепису населення США в 2010 році місто мало площу 11,80 км², уся площа — суходіл.

### Клімат
| Клімат : Стейт-Колледж                 | Клімат : Стейт-Колледж | Клімат : Стейт-Колледж | Клімат : Стейт-Колледж | Клімат : Стейт-Колледж | Клімат : Стейт-Колледж | Клімат : Стейт-Колледж | Клімат : Стейт-Колледж | Клімат : Стейт-Колледж | Клімат : Стейт-Колледж | Клімат : Стейт-Колледж | Клімат : Стейт-Колледж | Клімат : Стейт-Колледж | Клімат : Стейт-Колледж |
| Показник                               | Січ.                   | Лют.                   | Бер.                   | Квіт.                  | Трав.                  | Черв.                  | Лип.                   | Серп.                  | Вер.                   | Жовт.                  | Лист.                  | Груд.                  | Рік                    |
| Абсолютний максимум, °C                | 21,7                   | 22,8                   | 30,0                   | 34,4                   | 33,9                   | 35,6                   | 38,9                   | 38,3                   | 36,7                   | 32,2                   | 27,2                   | 21,7                   | 38,9                   |
| Середній максимум, °C                  | 1,2                    | 3,1                    | 8,0                    | 15,4                   | 20,9                   | 25,5                   | 27,6                   | 26,8                   | 22,4                   | 16,2                   | 9,9                    | 3,4                    | 15,1                   |
| Середній мінімум, °C                   | −6,6                   | −5,7                   | −2,1                   | 4,1                    | 9,6                    | 14,8                   | 17,0                   | 16,1                   | 11,7                   | 5,6                    | 1,1                    | −4                     | 5,1                    |
| Абсолютний мінімум, °C                 | −27,8                  | −28,9                  | −22,8                  | −17,2                  | −2,8                   | −1,1                   | 4,4                    | −1,1                   | −2,2                   | −8,9                   | −17,2                  | −25                    | −28,9                  |
| Норма опадів, мм                       | 70                     | 64                     | 87                     | 81                     | 88                     | 104                    | 89                     | 98                     | 93                     | 78                     | 85                     | 73                     | 1010                   |
| Днів з опадами                         | 12,8                   | 11,2                   | 11,8                   | 13,1                   | 14,0                   | 12,5                   | 11,9                   | 10,6                   | 10,6                   | 11,1                   | 11,5                   | 12,8                   | 143,8                  |
| Днів зі снігом                         | 8,4                    | 7,2                    | 4,5                    | 1,5                    | 0                      | 0                      | 0                      | 0                      | 0                      | ,2                     | 1,8                    | 6,2                    | 29,8                   |
| -------------------------------------- | ---------------------- | ---------------------- | ---------------------- | ---------------------- | ---------------------- | ---------------------- | ---------------------- | ---------------------- | ---------------------- | ---------------------- | ---------------------- | ---------------------- | ---------------------- |
| Джерело: NOAA (extremes 1896–present), |                        |                        |                        |                        |                        |                        |                        |                        |                        |                        |                        |                        |                        |

## Демографія
Згідно з переписом 2010 року, у селищі мешкали 42 034 особи в 12 610 домогосподарствах у складі 3069 родин. Густота населення становила 3561 особа/км².  Було 13007 помешкань (1102/км²).
Расовий склад населення:
| - 83,2 % — білих - 9,8 % — азіатів - 3,8 % — чорних або афроамериканців - 0,2 % — корінних американців - 1,0 % — осіб інших рас |

До двох чи більше рас належало 2,0 %. Частка іспаномовних становила 3,9 % від усіх жителів.
За віковим діапазоном населення розподілялося таким чином: 5,1 % — особи молодші 18 років, 90,2 % — особи у віці 18—64 років, 4,7 % — особи у віці 65 років та старші. Медіана віку мешканця становила 21,5 року. На 100 осіб жіночої статі у селищі припадало 117,2 чоловіків;  на 100 жінок у віці від 18 років та старших — 117,8 чоловіків також старших 18 років.
Середній дохід на одне домашнє господарство  становив 51 721 долар США (медіана — 29 450), а середній дохід на одну сім'ю — 104 186 доларів (медіана — 73 276). Медіана доходів становила 38 553 долари для чоловіків та 32 825 доларів для жінок. За межею бідності перебувало 47,3 % осіб, у тому числі 14,6 % дітей у віці до 18 років та 4,2 % осіб у віці 65 років та старших.
Цивільне працевлаштоване населення становило 16 884 особи. Основні галузі зайнятості: освіта, охорона здоров'я та соціальна допомога — 44,6 %, мистецтво, розваги та відпочинок — 20,4 %, роздрібна торгівля — 9,4 %, науковці, спеціалісти, менеджери — 7,4 %.